# 洛克人DASH系列
洛克人DASH（又译作）是由遊戲開發商卡普空推出的遊戲系列之一，為洛克人的第三個系列，亦是首次以3D形式进行的动作游戏，始于1997年。故事设定在遥远的未来。主线作品有两作，非主线作品为1作，主要属于动作冒险游戏类别，系列作品并不多，但常在乱斗与合作类型游戏中出现。其中《洛克人DASH3》于2011年7月19日被卡普空宣布停止开发。

## 故事背景
故事背景设定在遥远的未来，世界的大部分土地皆已被大海所淹没，亦剩下很多遗迹，留存文明的小岛则繁荣发展。根据游戏内对话，该系列至少发生在80XX年。此时传统的人类已经灭绝，取而代之的是有着人类长相的“碳人”。
游戏主角洛克·沃爾納特是一位青年寻宝者，同时也是一位考古学家，专门寻找地下埋藏的偏晶石遗迹，这些遗迹是岛上人民能量的主要来源。十四年前洛克还是婴儿的时候在尼诺岛底部的遗迹中被巴雷尔·卡斯凯特教授发现并和他的外孙女萝露·卡斯凯特一起被抚养长大。
令他们困扰的则是空贼彭恩家族，其领导者为提杰·彭恩，同在家族内的还有他的姐姐多蓉·彭恩（游戏说明书称其为女儿，游戏中据称迷恋洛克），拥有巨大身躯的弟弟龐·彭恩以及41位哥布机器人。同时洛克还需要面对守护地下遗迹的机械生命体——守关者的挑战。

## 系列作品
| 1997 | 洛克人DASH 钢之冒险心  |
| 1998 |                        |
| 1999 | 多蓉与哥布             |
| 2000 | 洛克人DASH2 庞大的遗产 |
| 2001 |                        |
| 2002 |                        |
| 2003 |                        |
| 2004 |                        |
| 2005 |                        |
| 2006 |                        |
| 2007 |                        |
| 2008 | 洛克人DASH 五岛大冒险  |

#### 主要作品
- 洛克人DASH 钢之冒险心（PlayStation 首作）

- 洛克人DASH2 庞大的遗产

#### 外传作品
- 多蓉与哥布

- 洛克人DASH 五岛大冒险